# Irataba
Irataba (mohave: eecheeyara tav [eːt͡ʃeːjara tav], também conhecido como Yara tav, Yarate:va, Arateve; c. 1814 – Reserva Indígena do Colorado, maio de 1874) foi um líder da Nação Mohave, conhecido como um mediador entre os mohaves e os Estados Unidos. Ele nasceu perto do rio Colorado, no atual Arizona. Irataba foi um orador renomado e um dos primeiros mohaves a falar inglês, habilidade que usou para desenvolver relações com os Estados Unidos. Irataba encontrou pela primeira vez europeus-americanos em 1851, quando ajudou a Expedição Sitgreaves. Em 1854, ele conheceu Amiel Whipple, então liderando uma expedição cruzando o Colorado. Vários mohaves ajudaram o grupo, e Irataba concordou em escoltá-los pelo território dos povos paiutes até a Old Spanish Trail, que os levaria ao sul da Califórnia. Conhecido por seu grande tamanho físico e comportamento gentil, ele mais tarde ajudou e protegeu outras expedições, ganhando reputação entre os brancos como o líder nativo mais importante da região.
Contra o conselho de Irataba, em 1858, os guerreiros mohaves atacaram o primeiro vagão de emigrantes a usar a Estrada do vagão de Beale através do país mohave. Como resultado, o Departamento de Guerra dos Estados Unidos enviou um destacamento sob o comando do coronel William Hoffman para pacificar a tribo. Após uma série de confrontos conhecida como Guerra Mohave, Hoffman conseguiu dominar os nativos e exigiu que eles permitissem a passagem de colonos por seu território. Para garantir a conformidade, Fort Mohave foi construído perto do local da batalha em abril de 1859. Hoffman também prendeu vários líderes mohaves. Tendo sido um defensor de relações amistosas com os brancos, Irataba tornou-se o Aha macave yaltanack da nação, um líder eleito, em vez de hereditário.
Como resultado de suas muitas interações com oficiais e colonos americanos, Irataba foi convidado a ir a Washington, D.C., em 1864, para uma reunião oficial com membros do exército americano e seu governo, incluindo o presidente Abraham Lincoln. Ao fazer isso, ele se tornou o primeiro nativo americano do Sudoeste dos Estados Unidos a se encontrar com um presidente americano. Ele recebeu atenção considerável durante suas viagens pela capital e pelas cidades de Nova Iorque e Filadélfia, onde recebeu presentes, incluindo uma bengala de ponta de prata de Lincoln. Após seu retorno, ele negociou a criação da Reserva Indígena do Rio Colorado, o que causou uma divisão na Nação Mohave quando ele liderou várias centenas de seus apoiadores ao vale do Rio Colorado. A maioria dos mohaves preferiu permanecer em suas terras ancestrais perto de Fort Mohave e sob a liderança de seu líder hereditário, Homoseh quahote, que estava menos entusiasmado com a colaboração direta com os brancos. Como líder do bando de mohaves no rio Colorado, Irataba encorajou relações pacíficas com os brancos, serviu como mediador entre as tribos guerreiras da área e, durante seus últimos anos, continuou a liderar os mohaves em seus conflitos contínuos com os indígenas paiutes e chemehuevis.
Conforme observado pela etnógrafa Lorraine Sherer, "para alguns ele é uma figura heroica, para outros ele era um colaborador branco que não defendeu os direitos mohaves". A Irataba Society, uma instituição de caridade sem fins lucrativos administrada pelas tribos indígenas do rio Colorado, foi fundada em 1970 em Parker, Arizona, onde um local esportivo, Irataba Hall, também leva seu nome. Em 2002, o Bureau of Land Management dos EUA designou 32 745 acre(s)s (130 km2) nas montanhas Eldorado como "Ireteba Peaks Wilderness". Em março de 2015, o chefe tribal mohave, Dennis Patch, creditou a Irataba por garantir que "os mohaves permanecessem nas terras em que viviam desde tempos imemoriais".

## Primeiros anos

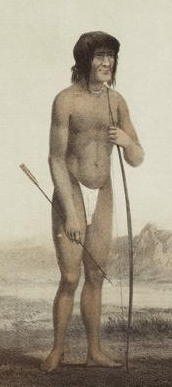
Irataba em 1857.

O nome de Irataba, também traduzido como Ireteba, Yara tav, Arateve, Yarate:va e Yiratewa, deriva da frase da língua mohave eecheeyara tav, que significa "belo pássaro". Ele nasceu no Neolge, ou clã Fogo do Sol da Nação Mohave c. 1814. Ele morava perto de uma formação rochosa que deu nome a Needles, ao sul de onde o Grand Canyon deságua no Mohave Canyon no atual Arizona, perto da fronteira de Nevada e Califórnia. Os povos mohaves viviam em casas ao longo da margem do rio no Vale Mohave, durante o inverno em habitações semienterradas construídas com toras de choupo e araruta cobertas de terra, e no verão em casas de telhado plano ao ar livre chamadas ramadas.
Em meados do século XIX, os mohaves eram compostos por três grupos geográficos; Irataba era o líder hereditário do grupo Huttoh Pah, que vivia perto da margem leste do rio Colorado e ocupava a porção central do Vale Mohave. O governo mohave consistia em um sistema frouxo de líderes de clãs hereditários com um chefe de toda a nação. Eles estavam frequentemente envolvidos em conflitos com os povos chemehuevi, paiute e maricopa. Irataba era um membro da sociedade guerreira mohave chamada kwanami, que liderava grupos de guerreiros em batalha e se dedicava a defender suas terras e povos.
Pouco se sabe sobre as relações familiares de Irataba, exceto o nome de seu filho Tekse thume, e seus sobrinhos Qolho qorau (filho da irmã de Irataba que o sucedeu como líder) e Aspamekelyeho. Olive Oatman, que viveu com os mohaves por cinco anos, afirmou mais tarde que Irataba era irmão do ex-chefe, presumivelmente Cairook, com quem Irataba claramente tinha uma relação próxima. Uma descrição anedótica afirma que Irataba tinha várias esposas, entre elas uma mulher hualapai que havia sido tomada como cativa e que também é descrita como tendo um filho pequeno. Ele também teve pelo menos uma filha, a mãe de sua neta Tcatc que foi entrevistada na década de 1950. Ela afirmou que Irataba queria deixar suas escrituras de terras e medalhas para os filhos de seu irmão, mas que acabaram se perdendo.
Em relatos contemporâneos, Irataba foi descrito como um orador eloquente, e a linguista Leanne Hinton sugere que ele foi um dos primeiros mohaves a se tornar fluente em inglês, que aprendeu por meio de suas muitas interações com anglo-americanos. Como muitos homens mohaves, Irataba era muito alto, particularmente para os padrões do século XIX; o Exército dos Estados Unidos estimou sua altura em 1,90 metros em 1861. O autor americano Albert S. Evans, escrevendo no The Overland Monthly, referiu-se a ele como "o velho gigante do deserto". Edward Carlson, um soldado baseado em Fort Mohave que conhecia bem Irataba na década de 1860, descreveu-o como tendo uma estrutura física poderosa, mas também uma "muito gentil" e "bondosa (...) maneira".
Irataba viveu um período tumultuado da história mohave, em que o povo deixou de ser uma nação politicamente independente para ficar sob o controle político dos Estados Unidos, e os eventos em torno de seu papel nesses encontros estão bem documentados. A maioria das fontes históricas sobre a vida de Irataba vem de descrições de exploradores brancos ou agentes do governo com quem ele interagiu, ou de jornais contemporâneos que noticiaram suas visitas à Costa Leste e à Califórnia e os conflitos no território do Arizona. Algumas versões mohaves dos eventos também existem: no início do século XX, o antropólogo A. L. Kroeber entrevistou Jo Nelson (mohave: Chooksa homar), um homem mohave que participou de muitos dos eventos e conheceu Irataba pessoalmente; outra versão foi contada ao etnógrafo George Devereux pela neta de Irataba, Tcatc, e versões recontadas por membros da tribo de Fort Mohave, descendentes de Homoseh quahote, foram registradas pela etnógrafa Lorraine Sherer durante as décadas de 1950 e 1960.

## Contato com emigrantes e exploradores
Irataba ajudou o capitão Lorenzo Sitgreaves durante sua exploração do Colorado em 1851. Em 19 de março de 1851, uma família de colonos brewsteritas, os Oatmans, que viajavam de carroça no que hoje é o Arizona, foram atacados por uma tribo de yavapais do Oeste, provavelmente os tolkepayas. Eles capturaram dois sobreviventes do ataque: Olive Oatman, de 14 anos, e sua irmã de 7 anos, Mary Ann. Depois de um ano com os povos yavapais, as meninas foram vendidas para os mohaves e adotadas pelo clã Oach, onde viveram com a família de um homem mohave chamado Tokwatha ("Melão Almiscarado"), amigo de Irataba. Olive permaneceu com os mohaves até 22 de fevereiro de 1856, quando Tokwatha, tendo sido avisado de que ter uma garota branca entre eles poderia ser vista como uma ofensa pelos brancos, levou-a para o carpinteiro Henry Grinnell de Fort Yuma, libertando-a em troca de dois cavalos e alguns cobertores e miçangas. Irataba pode ter aprendido sobre os anglo-americanos e sua sociedade com Oatman, e conhecê-la pode ter contribuído para sua disposição geralmente favorável aos brancos.

### Expedição Whipple

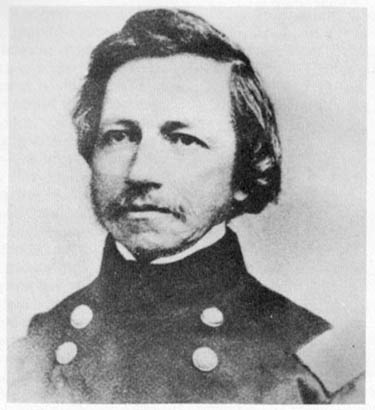
Retrato do oficial militar americano Amiel Weeks Whipple

Em 23 de fevereiro de 1854, Irataba, Cairook e outros povos mohaves encontraram uma expedição liderada pelos oficiais militares Amiel Whipple e J. C. Ives, enquanto o grupo se aproximava do Colorado a caminho da Califórnia. Whipple e seus homens contaram seiscentos mohaves reunidos perto de seu acampamento, trocando milho, feijão, abóbora e trigo por miçangas e calicó. Ao final do comércio, o grupo havia comprado seis alqueires de milho e duzentas libras de farinha. Os mohaves jogavam um jogo tradicional com um arco e vara, e os dois grupos se divertiram com a prática de tiro ao alvo, com os mohaves usando arcos e flechas e os brancos disparando pistolas e rifles. Quando a expedição teve dificuldade em cruzar o Colorado em 27 de fevereiro, vários indígenas mohaves pularam na água e ajudaram a salvar os suprimentos.

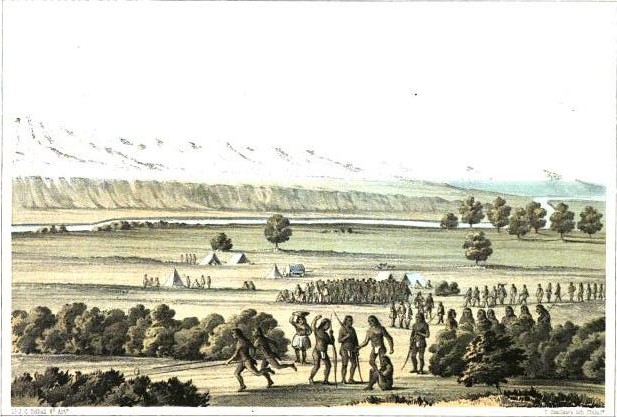
Um desenho da Expedição Whipple (1856) por H. Balduin Möllhausen

Irataba e Cairook concordaram em escoltar o grupo pelo território dos Paiute até a Old Spanish Trail que os levaria ao sul da Califórnia. O artista alemão Balduin Möllhausen acompanhou a expedição de Whipple e fez desenhos de vários mohaves, incluindo Irataba. Os desenhos de Möllhausen foram apresentados no relatório do congresso de Ives em 1861, tornando Irataba "uma das primeiras imagens de indígenas da Califórnia já publicadas".

### Expedição Ives
Em fevereiro de 1858, Ives voltou à área em um navio a vapor chamado Explorer. Ele estava liderando uma expedição pelo sul do Colorado e queria que Irataba os guiasse. Os mohaves deram permissão para navegar no rio, e Cairook, Irataba e um menino mohave de 16 anos chamado Nahvahroopa se juntaram a eles. Möllhausen novamente acompanhou a expedição e ficou impressionado com os guias mohaves, mais tarde notando o entusiástico aperto de mão de Irataba e lamentando que sua única forma de comunicação fosse a linguagem de sinais. Ele também notou que Irataba e os mohaves prontamente começaram a usar roupas europeias que lhes foram dadas por membros da expedição e mostraram grande interesse em fumar tabaco. Além da amizade demonstrada a ele por Irataba e Cairook, Ives notou que os mohaves pareciam menos amigáveis do que em ocasiões anteriores, uma mudança que ele atribuiu ao contato deles com os mórmons, que estavam em conflito com os EUA e conseguiram converter alguns mohaves.
Irataba guiou o grupo no Mohave Canyon, indicando a localização das corredeiras e aconselhando o piloto do navio Explorer sobre locais convenientes para ancorar enquanto acampava durante a noite. Ao chegarem à entrada do Black Canyon do Colorado, o navio se chocou contra uma rocha submersa, jogando vários homens ao mar, desalojando a caldeira e danificando a casa do leme. Usando seu esquife, a tripulação rebocou o Explorer até a costa, onde acamparam por três dias enquanto consertavam a embarcação. A expedição contou com feijão e milho fornecidos pelo mohaves durante as semanas anteriores; à medida que seus suprimentos diminuíam, eles ficavam cada vez mais ansiosos com a chegada de um trem de reabastecimento do Forte Yuma. Irataba se ofereceu para caminhar em direção ao Vale Mohave para tentar localizar os suprimentos que haviam sido solicitados vários dias antes. Ele também avisou que a expedição estava sendo vigiada por paiutes.
Quando Irataba voltou, informou a Ives que não se aventuraria mais fundo no território dos hualapais, mas concordou em ajudá-los a localizar guias amigos na região antes de se separar. Irataba estava relutante em se aventurar no cânion porque temia que o grupo fosse emboscado por paiutes alinhados com os mórmons. Depois de recrutar três guias hualapais, Irataba se preparou para se despedir da expedição e retornar à comunidade mohave. Em 4 de abril, os povos mohaves receberam pagamento por seus serviços; Möllhausen descreveu a troca: "O tenente Ives informou a Irataba que havia sido autorizado pelo 'Grande Avô em Washington' a lhe dar duas mulas (...) por sua lealdade e sua confiabilidade para que ele pudesse levar suas posses e as de seus companheiros mais convenientemente para seu vale natal." Na manhã seguinte, quando eles se preparavam para partir: "Irataba estava visivelmente comovido (...) e em seus olhos sinceros expressava tanta honestidade e lealdade que só podem ser encontradas em uma natureza intocada (...) Afirmo que não houve um em nossa expedição que não sentisse uma certa tristeza ao ver este homem enorme com (...) uma alma inofensiva partir."

## Guerra Mohave e as consequências
Seguindo suas experiências com as expedições Sitgreaves e Whipple, e encontros com mórmons e soldados no Forte Yuma, os mohaves estavam cientes de que os brancos estavam imigrando para a região em números crescentes. Era difícil para os mohaves preverem o comportamento dos brancos que chegavam, alguns dos quais, como Whipple, eram amáveis para com eles, enquanto outros, como os mórmons, eram hostis. Os kwanamis estavam divididos sobre como a situação deveria ser abordada; alguns defendiam uma postura agressiva, negando aos brancos a passagem por seu território, mas outros, inclusive Irataba, preferiam uma abordagem pacífica, ou mesmo uma aliança com eles que pudesse colocar os povos mohaves em uma posição mais forte em relação aos seus inimigos tradicionais, os paiutes, chemehuevis e walapais.
Em 1.º de setembro de 1857, uma força conjunta de guerreiros mohaves e quechans lançou um grande ataque com centenas de guerreiros em uma vila maricopa perto de Maricopa Wells, Arizona, no rio Gila. A Batalha de Pima Butte foi descrita por um grupo de carteiros brancos que a testemunharam. Eles afirmaram que a batalha foi travada principalmente com porretes, bem como arcos e flechas, e que provavelmente mais de 100 guerreiros morreram, a maioria deles do grupo atacante. Não se sabe se Irataba participou do ataque, mas devido ao seu status de kwanami, é provável que sim. A batalha foi descrita como a última grande batalha envolvendo apenas nações nativas americanas. Essa derrota colocou os povos mohaves na defensiva, preocupados com a possibilidade de os brancos aproveitarem esse momento de fraqueza como uma oportunidade para começar a se estabelecer em terras tribais.

### Ataque do Grupo Rose-Baley
Em outubro de 1857, uma expedição liderada por Edward Fitzgerald Beale foi encarregada de estabelecer uma rota comercial ao longo do paralelo 35 de Fort Smith, Arkansas, para Los Angeles, na Califórnia. De Fort Smith, sua jornada continuou por Fort Defiance, Arizona, antes de cruzar o Colorado perto de Needles, Califórnia. Esta rota ficou conhecida como Estrada do vagão de Beale, e o local onde Beale cruzou o rio como Beale's Crossing. O diário de Beale e o relatório subsequente ao Secretário de Guerra dos Estados Unidos não mencionaram nenhum problema com Irataba e os mohaves, mas um assistente chamado Humphrey Stacy registrou que os mohaves impediram Beale de viajar rio abaixo.
Em 1858, o Grupo Rose-Baley, composto por pelo menos cem colonos com carroças e um grande rebanho de gado, foi o primeiro trem de emigrantes a se aventurar na Beale's Wagon Road. Ao entrar no território mohave, os colonos começaram a cortar choupos, que eram um recurso importante para os mohaves. Os kwanamis mais belicosos organizaram um ataque ao grupo, expulsaram e massacraram grande parte de seu gado. Em 30 de agosto, trezentos guerreiros mohaves atacaram os emigrantes, mas foram repelidos, com um membro do grupo morto em batalha e onze feridos. Outra família que não estava com o grupo principal durante o ataque foi morta em um evento que muitas vezes foi atribuído aos mohaves, mas que na opinião do Coronel William Hoffman foi mais provavelmente executado por uma tribo walapai, junto com sete renegados mohaves. Os emigrantes mataram dezessete guerreiros mohaves. O incidente foi amplamente divulgado na mídia e rotulado como "um massacre", assustando muitos californianos brancos que temiam ser isolados do leste dos EUA por nativos hostis, e motivou o Departamento de Guerra a subjugar rapidamente a tribo.
Irataba estava no Forte Yuma durante o ataque aos colonos e, ao saber disso, repreendeu os mohaves. Chooksa homar participou dos eventos e relatou que Irataba disse aos guerreiros: "Ouvi dizer que vocês lutaram, embora eu tenha dito que não. E terão guerra novamente: eu sei disso. Vocês costumavam lutar contra os maricopas. Eu quero ir [a Phoenix] para ver os maricopas e dizer a eles: 'Os mohaves não virão mais para atacá-los'." Irataba, cansado da luta constante e preocupado que novos conflitos com as tribos vizinhas atraíssem mais atenção dos soldados norte-americanos, organizou uma expedição de paz aos maricopas, resolvendo as antigas disputas entre os dois povos.

### Conflito com o exército dos EUA

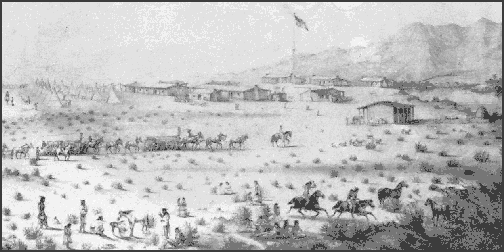
Um esboço de Fort Mohave no final do século XIX

Quando a notícia do ataque chegou à Califórnia, o Departamento de Guerra dos Estados Unidos decidiu estabelecer um forte militar em Beale's Crossing para manter os mohaves sob controle e garantir a passagem segura dos viajantes brancos pelas terras mohaves. Em 26 de dezembro de 1858, Hoffman e cinquenta dragões do Forte Tejon foram despachados para cruzar o deserto e enfrentar os mohaves. Irataba tentou arranjar um encontro pacífico, mas Hoffman ordenou que suas tropas atirassem nos guerreiros, que contra-atacaram e repeliram a força. Retornou em abril de 1859, pelo Forte Yuma, com quatro companhias do 6.º Regimento de Infantaria. Quando chegaram a Beale's Crossing, os mohaves decidiram não atacar o exército de quinhentos soldados. Em 23 de abril, a pedido de Hoffman, ele e seus oficiais se reuniram com várias centenas de guerreiros mohaves e seus líderes. Os líderes indígenas Cairook, Irataba, Homoseh quahote (também chamado Seck-a-hoot e Asika hota) e Pascual, líder dos quechans. Durante a reunião, os mohaves foram cercados por soldados armados que os impediram de sair.
Hoffman deu aos mohaves uma escolha entre guerra e paz, e ele exigiu que eles concordassem em nunca mais prejudicar os colonos brancos ao longo da trilha da carroça. Ele também declarou que, como punição, os mohaves fossem obrigados a entregar como reféns um membro de cada clã e três guerreiros que participaram do ataque. Hoffman exigiu que o chefe que havia ordenado o ataque aos colonos se oferecesse como refém. De acordo com Chooksa homar, o chefe que ordenou o ataque foi Homoseh quahote, que relutou em se entregar. Cairook se ofereceu em seu lugar, junto com outros oito, incluindo Tokwatha, o filho de Irataba, Tekse thume, e os sobrinhos de Irataba, Qolho qorau, e Aspamekelyeho. Outros reféns foram nomeados Itsere-'itse, Ilyhanapau e Tinyam-isalye. Eles foram transportados no navio a vapor General Jessup para o Fort Yuma. Muitos soldados permaneceram para iniciar a construção do forte Beale's Crossing, que foi nomeado Forte Mohave. Embora Irataba tenha visitado a guarnição várias vezes e defendido sua libertação, os reféns ficaram detidos por mais de um ano. Em 21 de junho de 1859, Cairook e um outro cativo foram mortos por soldados enquanto tentavam escapar de seu encarceramento. A maioria dos outros cativos mohaves escapou.
Em julho de 1861, o comandante do Forte Mohave, Major Lewis Armistead, ordenou aos soldados que atirassem contra um grupo de mohaves que ele suspeitava de ter atacado um carteiro e matado sua mula. Os mohaves não responderam violentamente ao ataque, mas Armistead decidiu puni-los por assediar o grupo de correio. Ele chegou à fazenda de Irataba onde um grupo de meninos mohaves plantava feijão e, escondido, atirou em um dos fazendeiros, matando-o. Este ataque gerou um ataque ao destacamento de Armistead, que de uma posição vantajosa no terreno elevado foi capaz de repelir os mohaves, matando muitos deles em uma batalha que durou a maior parte do dia. O relatório de Armistead sobre o ataque ao rancho de Irataba relatou 23 guerreiros mohaves mortos, mas os mohaves se lembram de um número muito maior de baixas, incluindo mulheres e crianças mortas pelos soldados. Sherer especulou que, dado que 50 soldados dispararam cerca de 10 tiros cada, a contagem de baixas poderia ter sido muito maior do que o relatado. O ataque à fazenda de Irataba é lembrado pelos mohaves como "a primeira e a última batalha contra as tropas federais".

## Líder da Nação Mohave

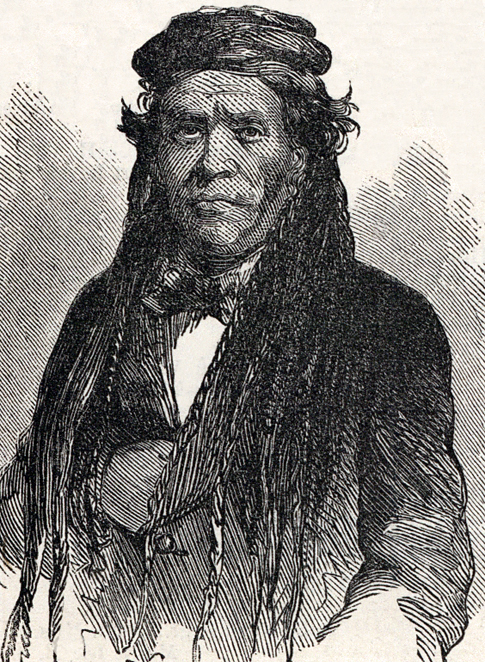
Impressão artística de Irataba, fevereiro de 1864

Após a morte de Cairook, os brancos que viviam perto do rio Colorado começaram a ver Irataba como o principal líder dos mohaves. Ele havia se tornado Aha macave yaltanack (líder da Nação Mohave) ou hochoch (líder eleito pelo povo); "yaltanack" é Mohave para "líder" e " hochach " significa "chefe de um grupo". Homoseh quahote era um líder hereditário do clã Malika ("o povo compreensivo"), e a posição de chefe dos mohaves era tradicionalmente herdada apenas por alguém desse clã. Como Irataba era do Huttoh pah, para se tornar o líder da Nação Mohave, Homoseh quahote teve que renunciar para que Irataba, como líder eleito, pudesse ocupar seu lugar.
Apesar das traduções aceitas, as palavras yaltanack e huchach não significam "governante" ou "chefe". Devereux descreve o governo mohave como "um dos segmentos menos compreendidos da cultura mohave", e observa que enquanto os oficiais brancos "tendiam a agir com base na suposição de que os chefes indígenas exerciam autoridade absoluta", como líder eleito Irataba era "principalmente um servo da tribo".
Em meados da década de 1860, uma profunda divisão havia se desenvolvido entre Irataba, que era proativo em cooperar com os colonos brancos, e Homoseh quahote, que tolerava passivamente, mas não aprovava a invasão branca nas terras mohaves. Irataba foi Aha macave yaltanack do Mohave de 1861 a 1866, mas de 1867 a 1869 as opiniões divergem e, em 1870, a correspondência do governo dos EUA sugere que Homoseh quahote o sucedeu como líder do grupo Fort Mohave.

## Empreendimentos de mineração
Provavelmente o primeiro a chamar a atenção nacional para o ouro potencial na região foi F. X. Aubry, que em 1853 relatou ter encontrado ouro em uma travessia do Colorado e que trocou por lendárias balas de ouro mais a leste com Tonto Apache. Jornais de todo o país copiaram a história da descoberta do ouro. Na década seguinte, as descobertas de mineração ao longo do vale do baixo rio Colorado trouxeram mineiros para distritos de mineração recém-formados. Na primavera de 1861, os mohaves, possivelmente incluindo Irataba, ajudaram um grupo de garimpeiros a descobrir ouro no Eldorado Canyon, a nordeste de Ft. Mohave, local da primeira corrida de mineração para a área imediata. Isso foi seguido pela descoberta do distrito de San Francisco (agora distrito de Oatman), onde Irataba levou John Moss ao rico filão de Moss. Anteriormente, a preocupação em proteger os mineiros que chegavam reuniu líderes tribais em Ft. Yuma em abril de 1863, incluindo Irataba, onde se comprometeram a permitir a entrada de garimpeiros em seu país. Ao voltar para casa, os mohaves juntaram-se a um grupo de garimpeiros liderado pelo mountain man Joseph R. Walker, que havia feito prospecção entre eles no rio em 1860. Em 1863, Irataba atuou como guia para o Grupo Walker, garimpeiros liderados por Walker e incluindo Jack Swilling, que mais tarde fundou Phoenix, Arizona. Irataba os levou a um rio que chamou de Hasyamp, mais tarde chamado de rio Hassayampa, onde encontraram ouro em abundância. O primeiro distrito de mineração do Arizona Central foi criado lá no ano seguinte, o que levou à fundação de Prescott, Arizona logo depois. As relações entre os colonos e os mohaves foram positivas durante este período, mas com o aumento da emigração, os garimpeiros fundaram cidades, a maior no rio sendo chamada de La Paz, despertando o medo entre os colonos de uma revolta nativa contra novas invasões nas terras mohaves. No ano seguinte, um grupo de soldados de Fort Mohave descobriu uma área entre Needles, Fort Mohave e o rio Colorado que era abundante em minério de cobre. O lote recebeu o nome de Distrito Mineiro de Irataba e, em um ano, uma mineradora foi formada para trabalhar nele. Uma pequena cidade mineira chamada Irataba City foi estabelecida em um penhasco duas milhas abaixo do Forte Mohave. Os altos preços do mercado de cobre durante a Guerra Civil também colocaram em operação as minas de cobre de Bill Williams Fork, que transportavam minério de cobre do novo desembarque de Aubry no rio Colorado. Embora houvesse reviravoltas, a mineração nas terras mohaves agora estava bem estabelecida.

## Viagens

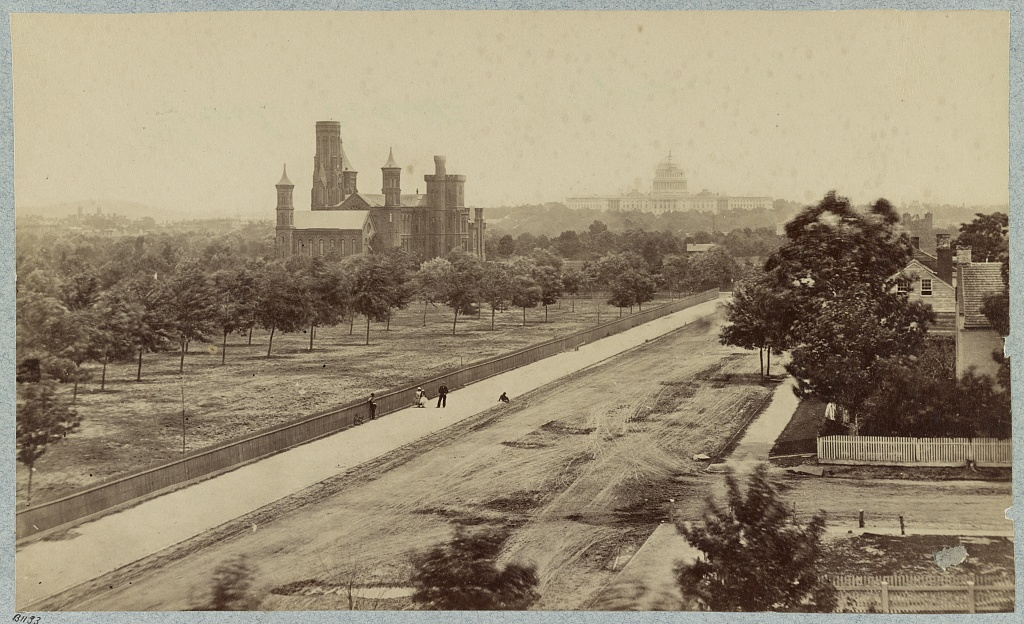
Washington, D.C., abril de 1865

Conforme relatado acima, no início da década de 1860, Irataba fez amizade com garimpeiros como guia. Um deles era John Moss, a quem Irataba havia mostrado a localização de uma mina de ouro no deserto de Mojave, que Moss posteriormente vendeu. Moss sugeriu que Irataba fosse convidado para Washington para que ele pudesse ver em primeira mão o poderio militar dos Estados Unidos. Em novembro de 1863, Irataba viajou com Moss para San Pedro, Los Angeles, onde embarcaram no navio a vapor Senator, com destino a São Francisco. Em São Francisco, hospedou-se no Occidental Hotel e criou uma tempestade ao descer a Jackson Street, vestido com roupas típicas dos europeus americanos, que Irataba logo preferiu às tradicionais roupas mohaves. A imprensa documentou todos os seus movimentos e escreveu extensivamente sobre seu tamanho físico e características fortes. Em 2 de dezembro de 1863, o Daily Evening Bulletin descreveu Irataba como um homem grande, "de aparência granítica como uma das montanhas da Costa Inferior, com (...) uma mandíbula inferior maciça o suficiente para esmagar nozes ou quartzo."

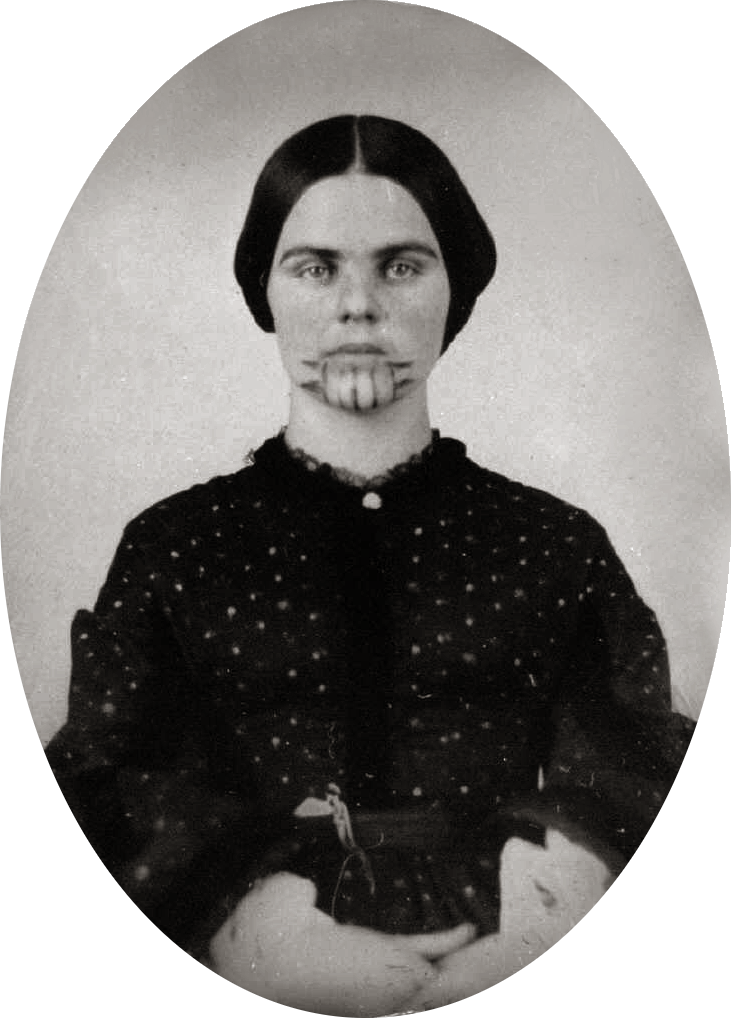
Olive Oatman, uma ex-residente dos mohaves

Em janeiro de 1864, eles navegaram para o Istmo do Panamá a bordo do Orizaba, depois viajaram para a cidade de Nova Iorque. Após a chegada de Irataba em Nova Iorque, o periódico Harper's Weekly o descreveu como "o melhor espécime de aborígine não adulterado neste continente". Aqui Irataba trocou seu terno e sombrero pelo uniforme e insígnias de um major-general, incluindo uma faixa amarela brilhante, um distintivo de ouro incrustado com pedras preciosas e uma medalha com a inscrição "Irataba, Chefe dos Mohaves, Arizona Território". Em fevereiro, quando o jornal The New York Times pediu que ele explicasse a natureza de sua visita, ele respondeu: "para ver de onde vêm tantos caras pálidas". Em Nova Iorque, ele se encontrou com a ex-residente dos mohaves Olive Oatman, e os dois conversaram em mohave. Irataba disse a Oatman que sua irmã adotiva mohave, Topeka, de quem ela havia se tornado muito próxima, ainda sentia falta dela e esperava que ela voltasse. Oatman descreveu a ocasião como um encontro entre amigos.
Irataba mudou-se para a Filadélfia e Washington, D.C., onde recebeu grande aclamação; funcionários do governo e militares o presentearam com medalhas, espadas e fotografias. Em Washington, ele se encontrou com o presidente Abraham Lincoln, que lhe deu uma bengala de ponta prateada. Ele foi o primeiro nativo americano do Sudoeste a se encontrar com um presidente americano. A turnê terminou em abril, quando ele e Moss navegaram para a Califórnia, novamente pelo Panamá, e voltaram para Beale's Crossing a partir de Los Angeles de carroça.
Após o retorno de Irataba de Washington D.C., ele se encontrou com o mohaves vestido com seu uniforme de major-general, com medalhas. Ele usava um chapéu de estilo europeu e carregava uma longa espada japonesa, e contou ao Mohave todas as coisas que tinha visto. Ele tentou convencê-los de que a paz com os Estados Unidos era de seu interesse e que a guerra contra eles era inútil, enfatizando suas capacidades militares dominantes. Muitos mohaves eram céticos em relação a seus relatórios e reagiram com descrença.

## Reserva Indígena do Colorado

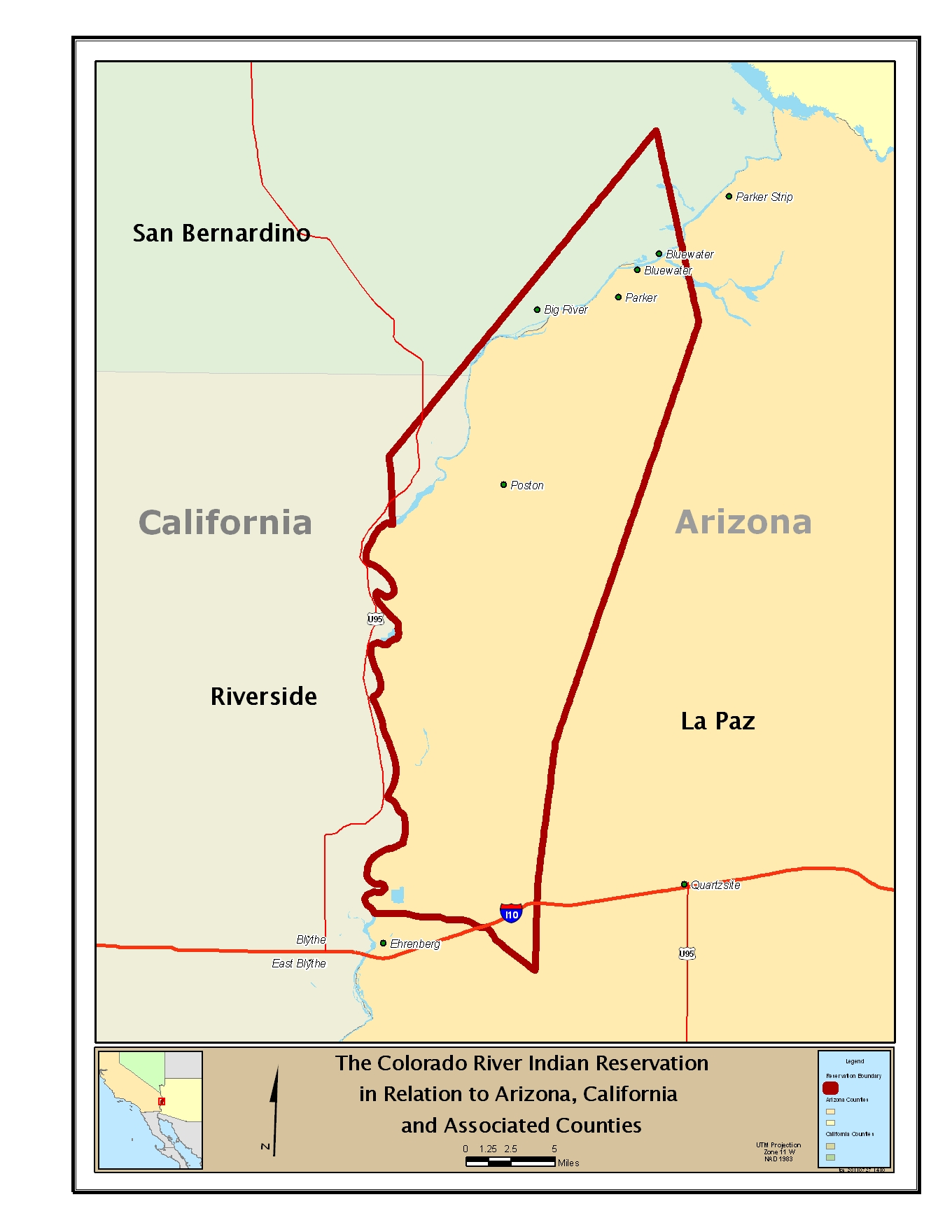
Reserva Indígena do Rio Colorado

A conclusão do Fort Mohave iniciou o processo de subjugação militar do mohaves, e o próximo passo foi o estabelecimento de reservas. Em 1863, Charles Debrille Poston, o primeiro Superintendente de Assuntos Indígenas do Território do Arizona, convocou uma conferência entre os chemehuevis e a facção mohave de Irataba, na qual os convenceu a formar uma aliança com os Estados Unidos contra os apaches. O tratado nunca foi ratificado pelo Congresso dos Estados Unidos, mas constituiu um passo importante no estabelecimento de relações amistosas entre o mohaves e o governo dos Estados Unidos após as campanhas militares e o estabelecimento do Forte Mohave.
Poston promoveu a ideia de estabelecer uma reserva na parte sul do país de Mohave. Muitos mohaves se opuseram ao local proposto e, em vez disso, defenderam uma parcela menor mais ao norte no Vale Mohave, que tinha terras mais férteis. Com Irataba e um engenheiro, Poston viajou pelo rio Colorado para pesquisar um local. Em agosto de 1864, o comandante do posto em Fort Mohave, capitão Charles Atchisson, declarou que Irataba era contra o local proposto. Em setembro de 1864, Poston deu a impressão de que Irataba era a favor. Em uma carta ao general Richard C. Drum, Atchisson relatou que Irataba e quatro líderes mohaves estavam descontentes com a forma como Poston estava lidando com a situação:
"O Sr. Poston tinha marcado uma reserva para os indígenas mohaves na parte superior do vale de La Paz no lado leste do Rio Colorado  (...) Iratabu diz que essa reserva está coberta de areia e é imprópria para cultivo e os indígenas se opõem a desistir de suas boas terras no Vale Mojave e se mudar para lá; (...) Iratabu afirmou que se ele pode ter o vale abaixo de Fort Mojave reservado para a moradia dos índios, ele está disposto a desistir de todas as reivindicações de terras em outras partes do rio, e trazer seus povos indígenas de La Paz e outros pontos para este vale; (...) Tenho plena confiança na amizade de Iratabu para com os homens brancos, mas não em sua tribo, se os problemas com outros indígenas devem ocorrer, enquanto ele tem mais influência sobre eles do que qualquer outro chefe, seu controle sobre eles não está completo, e eles são tão propensos a liderá-lo (quanto ele a os liderar)."

Grupo de pessoas mohaves durante uma pesquisa geográfica da reserva do rio Colorado em 1871

Diante da discordância de Irataba, Poston prometeu que o governo dos Estados Unidos ajudaria os povos mohaves a instalar um sistema de irrigação no Colorado que tornaria a maior parte da reserva arável. Isso aparentemente convenceu Irataba, que viajou para o Vale do Rio Colorado com cerca de 800 pessoas, quase um quinto de toda a nação mohave. O general James Henry Carleton achou que uma reserva era desnecessária e o engenheiro Herman Ehrenberg discordou da localização proposta por Poston com base no fato de que o solo era muito alcalino para a agricultura, a necessidade de irrigação muito grande e a tarefa de elevar o rio muito intransponível. No entanto, em 3 de março de 1865, o Congresso criou a Reserva Indígena do Rio Colorado no local proposto por Poston. As preocupações de Ehrenberg provaram ser válidas, e nem Poston nem qualquer autoridade americana subsequente estava disposta a dedicar os consideráveis recursos necessários para tornar o local adequado para a agricultura. A reserva foi criada sem que um tratado tivesse sido estabelecido entre os povos mohaves e o governo dos Estados Unidos. Os limites foram expandidos e definidos por ordens executivas emitidas pelo presidente Ulysses S. Grant em 1873, 1874 e 1867.
A maioria dos mohaves se recusou a deixar suas terras ancestrais para a reserva, mas a convicção de Irataba de que a reserva era sua melhor opção marcou o início de uma cisão entre seu grupo e aqueles que ficaram para trás para seguir Homoseh quahote, o líder hereditário da nação. De acordo com o relato de uma testemunha ocular de Chooksa homar, Irataba explicou sua decisão de se mudar:
"Vocês ficam com raiva às vezes; Eu sei que vocês são homens bravos e acham que podem vencer qualquer um. Vocês pensam que poderiam vencer os brancos: assim disseram. Eu lhes disse que não podiam; os brancos venceram todas as tribos; todos são amigos deles agora. Vocês não ouviram o que eu disse quando lhes disse isso. Fizeram o que pensavam, e muitos foram mortos. Se os soldados vierem, não podem resistir a eles. Vocês não sabiam disso, mas agora sabem. O país descendo o rio abaixo a partir daqui, que tiramos de outra tribo [o povo halchidhoma], eu viverei lá. Aqueles de vocês que querem continuar lutando podem ficar aqui. Eu não quero e os deixarei."
Como a prometida ajuda de irrigação não veio imediatamente, o primeiro ano na reserva trouxe uma seca que obrigou os mohaves a solicitar ajuda alimentar. Em 1867, Irataba e os mohaves começaram a construir um canal de irrigação, cavando à mão uma vala que percorria 9 milhas (aprox. 14 quilômetros). Um relatório de um funcionário dos EUA que visitou a reserva em 1870 registrou que as tentativas dos povos mohaves de cultivo agrícola no local eram restritas a uma área de não mais de 40 acres (16 hectares).

## Últimos anos

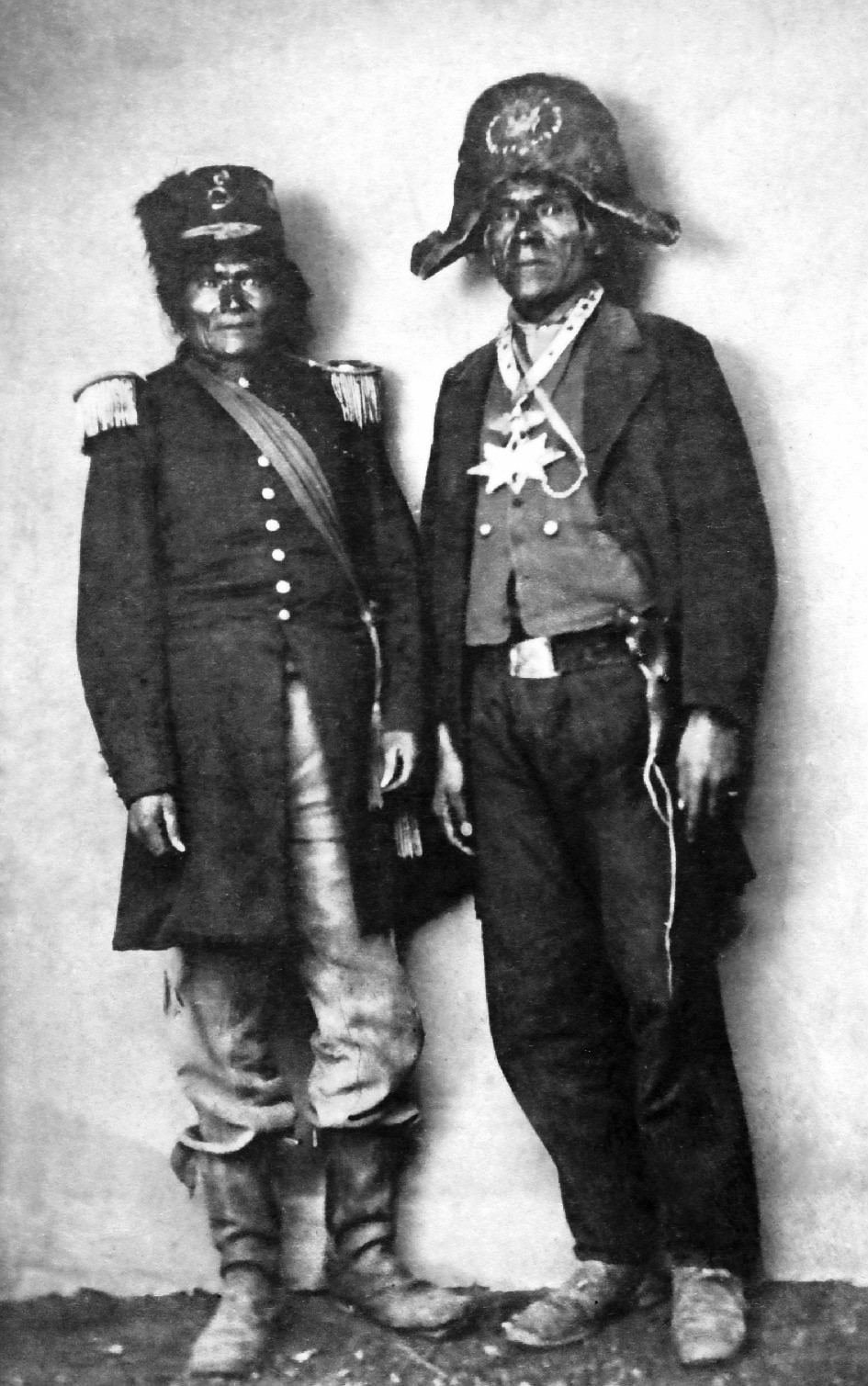
Irataba (à direita) com o líder yavapai Ohatchecama, fotografado no julgamento após o Massacre de Wickenburg (coleção de fotografias da Biblioteca do Congresso).

Irataba continuou a liderar a tribo de Mohave no rio Colorado durante a década de 1860. Ele manteve relações pacíficas com as tribos vizinhas e cooperou ativamente com as autoridades americanas. Ele também ajudou os yavapais e walapais em conflitos contínuos com paiutes e chemehuevis.

Em março de 1865, Irataba e os povos mohaves derrotaram os chemehuevis depois que seus aliados, os paiutes, mataram duas mulheres mohaves. Os mohaves expulsaram os chemehuevis de seu território tradicional e os levaram para o deserto da Califórnia, mas logo retornaram. Para evitar travar uma guerra em duas frentes, Irataba atacou primeiro os chemehuevis, depois voltou sua atenção para os paiutes, que planejavam um ataque à fazenda mohave e ao celeiro na Ilha Cottonwood, no Colorado. Durante uma batalha subsequente com os chemehuevis em outubro de 1865, Irataba foi feito prisioneiro enquanto vestia seu uniforme de major-general. De acordo com uma reportagem contemporânea baseada em relatos de segunda mão de viajantes brancos, os captores temeram que matá-lo atrairia repercussões dos soldados estacionados em Fort Mohave, então eles o despiram nu e o mandaram para casa espancado. No relato mohave dos eventos contados por Chooksa homar, Irataba se rendeu em um esforço para fazer as pazes com os chemehuevis e ofereceu seu uniforme ao chefe como um gesto de paz. Em 1867, um tratado assinado por Irataba e o líder chemehuevi Pan Coyer restaurou as relações pacíficas entre as duas nações.

"O velho está aqui agora com sua tribo, mas ele parece fraco, pálido e aflito. A idade chegou a Irataba, mas não trouxe a ele nenhum crepúsculo brilhante e pacífico. Escuros e sem alegria aparecem os céus de seus anos em declínio."

 —The Arizona Weekly Miner, 5 de fevereiro de 1870
Irataba também deu as boas-vindas à tribo dos yavapais na reserva depois de terem sido massacrados pelas tropas americanas, ou passado fome por terem sido expulsos de suas terras. Os escassos recursos da reserva mostraram-se incapazes de sustentar a população adicional e, por fim, os yavapais tiveram que partir. Irataba frequentemente serviu como mediador entre yavapais e walapais, que se envolveram em conflitos com o exército dos Estados Unidos e participaram de negociações de paz. Em 1871–1872, o general George Crook chegou à reserva dos mohaves em busca de um grupo de yavapais considerado responsável pelo Massacre de Wickenburg, e Irataba não teve escolha a não ser entregar o grupo de guerra ao exército. Ele viajou para o julgamento em Fort Date Creek, onde foi instruído a entregar tabaco aos yavapais que ele acreditava serem o responsáveis, como uma forma de testemunhar contra eles sem que eles percebessem. Enquanto os soldados tentavam prender os homens que Irataba identificou, uma luta começou e um dos líderes yavapais, Ohatchecama, e seu irmão foram baleados. Apesar de ter sido baleado duas vezes e esfaqueado com uma baioneta, Ohatchecama sobreviveu e escapou para organizar os yavapais tolkepayas em resistência contra o exército dos EUA. Os povos yavapais se sentiram traídos por Irataba e planejaram matá-lo como vingança, mas acabaram sendo persuadidos de que não foi ele quem os entregou a Crook.
A tribo mohave do rio Colorado nunca substituiu Irataba; ele era seu líder quando morreu em sua reserva em 3 ou 4 de maio de 1874. A causa de sua morte é desconhecida, mas varíola e causas naturais são citadas. Os povos mohaves sofreram profundamente; a cremação de Irataba e os rituais de luto foram relatados em jornais tão distantes quanto Omaha, Nebraska. Irataba foi sucedido como líder na Reserva do Colorado por seu sobrinho, Qolho qorau do clã Vemacka, que apoiou as políticas de seu tio.

## Legado e influência

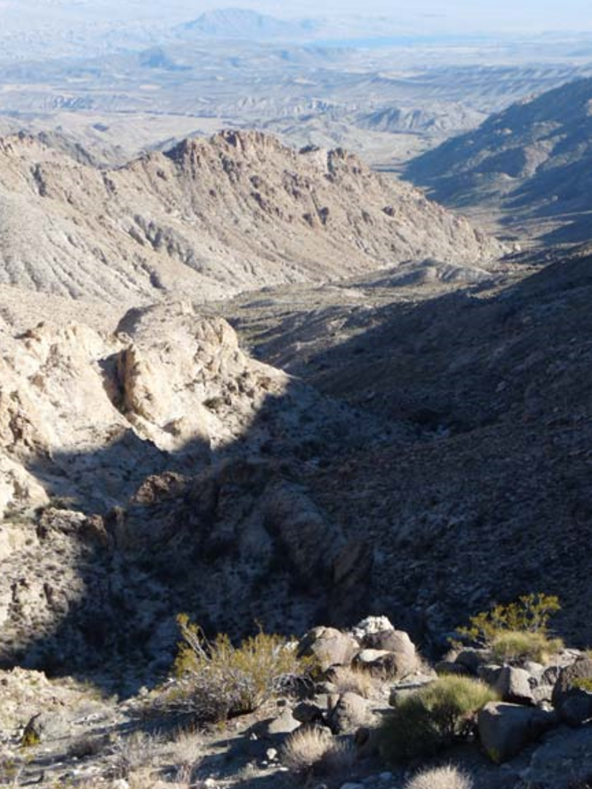
Território Selvagem de Ireteba Peaks

Em 1966, Sherer comentou sobre o legado de Irataba entre os povos mohaves: "A estimativa de sua posição na história mohave do ponto de vista dos mohaves difere. Para alguns ele é uma figura heroica, para outros ele era um colaborador branco que não defendeu os direitos dos mohaves. Do ponto de vista dos homens brancos que estavam conquistando um território selvagem, ele era de fato o mohave que trabalhou inabalavelmente pela paz."
A influência de Irataba como líder pode até ter deixado sua marca na língua mohave. Uma lista de palavras mohaves que ele ditou a um antropólogo durante sua visita a Washington mostra que ele estava entre os primeiros falantes de mohave a mudar os sons [s] e [ʂ] para [θ] e [s], respectivamente. No final do século XIX, todos os falantes de mohave adotaram essa mudança. A linguista Leanne Hinton sugeriu que isso pode ser em parte devido à influência de Irataba, tanto porque ele era um líder de prestígio cujas formas de falar podem ter sido imitadas por outros mohaves, e também porque quando ele conduziu os mohaves para a reserva as antigas distinções entre grupos de dialetos foram apagados através do nivelamento de dialetos, fazendo com que novas mudanças se espalhassem rapidamente pela comunidade.

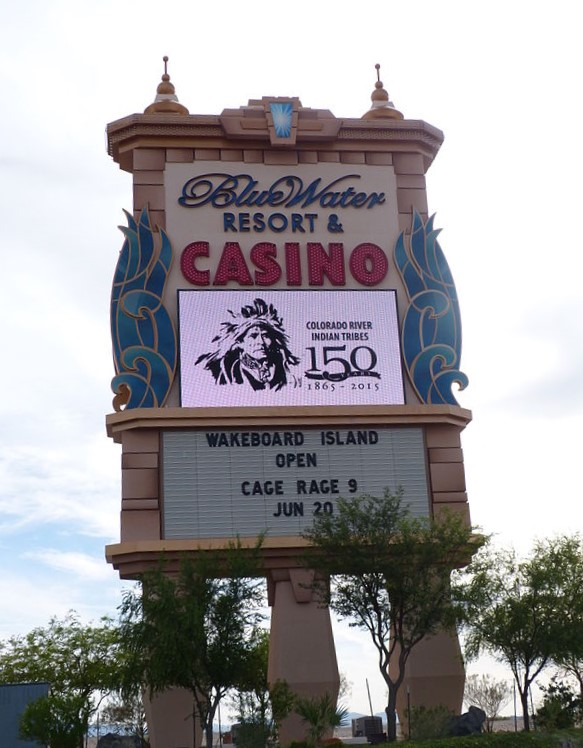
Bluewater Resort & Casino, com imagem de Irataba, em 2015

A Irataba Society, uma instituição de caridade sem fins lucrativos administrada pelas tribos indígenas do rio Colorado, foi fundada em Parker, Arizona, em 1970. A instituição de caridade realiza um pow wow anual ou celebração dos Dias Nacionais dos Povos Indígenas. Irataba Hall, um local de esportes em Parker, também recebeu o nome dele. Em 2002, o Bureau of Land Management dos EUA designou 32 745 acre(s)s (13 000 ha) das montanhas Eldorado, contidas em grande parte dentro da Área de Recreação Nacional do Lago Mead, como "Ireteba Peaks Wilderness".
Em março de 2015, as Tribos Indígenas do Rio Colorado comemoraram o sesquicentenário de sua reserva com um evento de fim de semana que incluiu atividades culturais e um desfile. Os palestrantes do evento enfatizaram o importante papel que a forte liderança de Irataba desempenhou no estabelecimento e preservação da reserva, e a necessidade contínua de líderes nativos protegerem a língua e a cultura nativas. O chefe tribal, Dennis Patch, comentou: "Algumas pessoas pensariam que temos sorte, pois temos este rio e 220 mil acres-pés de água (...) Mas tivemos grandes líderes, como o Chefe Irataba. Ele garantiu que os mohaves permanecessem nas terras em que viviam desde tempos imemoriais." O ex-diretor do Museu CRIT, Dr. Michael Tsosie, afirmou: "Irataba entendeu que os povos mohaves precisaria continuar lutando para manter o que tinha." Ele observou que a Reserva Indígena do Rio Colorado "é única na história americana porque eles não perderam nenhuma terra".